# Hafen Trier

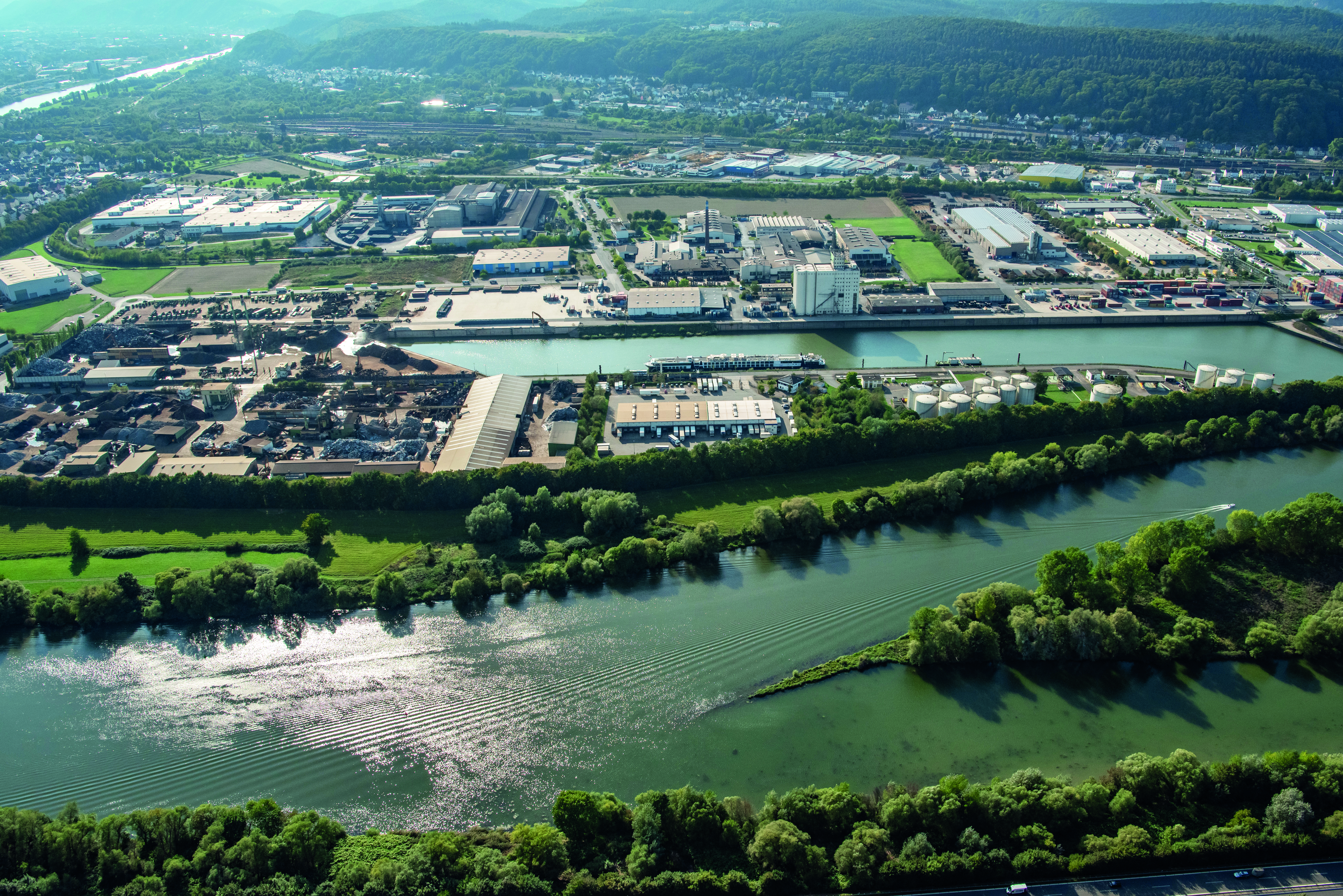
Luftaufnahme Hafen Trier (2018)

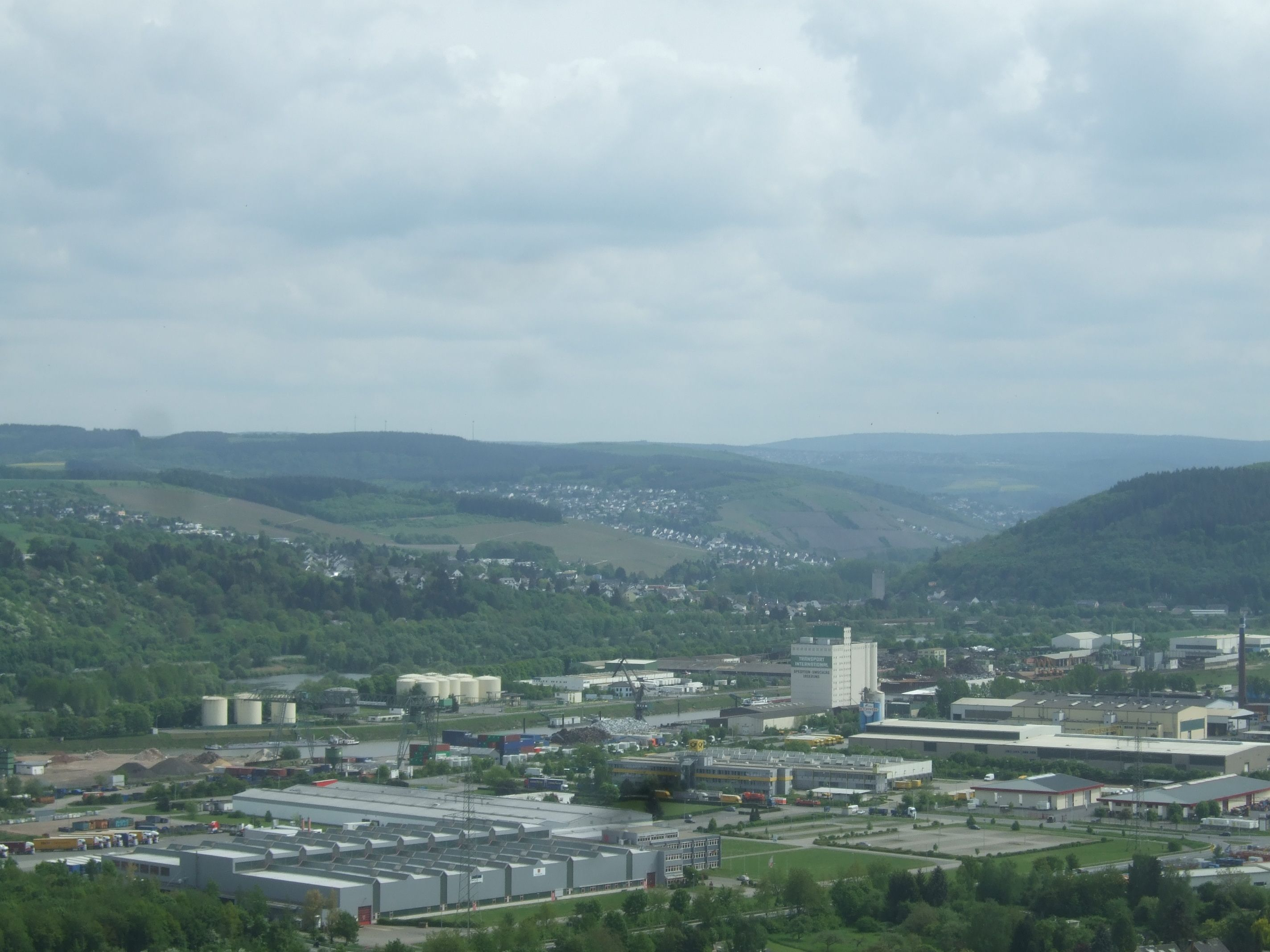
Gewerbegebiet am Trierer Hafen (2009)

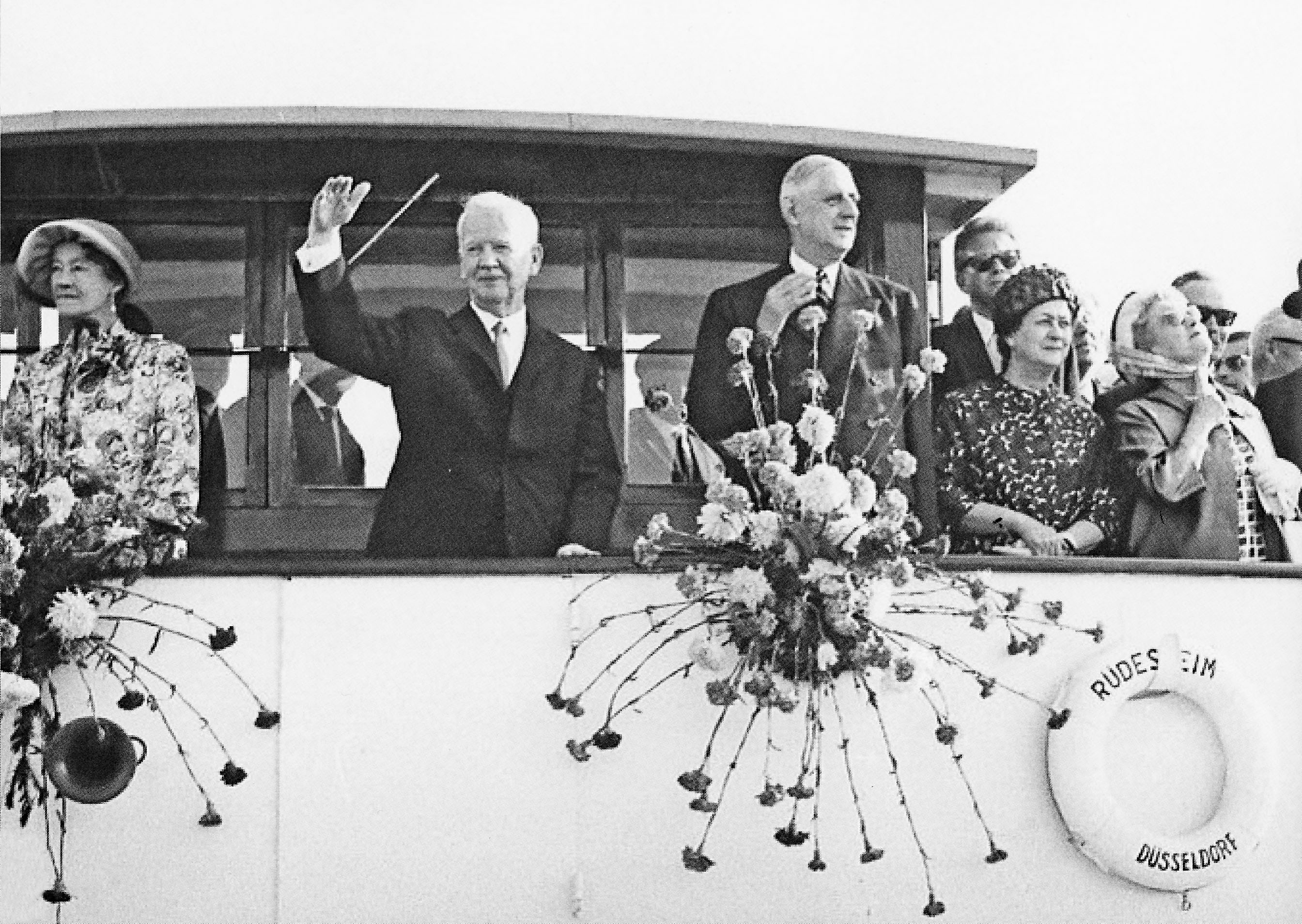
Eröffnung der Großschifffahrtstraße Mosel (1964)

Der Hafen Trier ist ein Binnenhafen an der Mosel in Trier.
Träger ist die Trierer Hafengesellschaft mbH, Gesellschafter sind das Land Rheinland-Pfalz und der Landkreis Trier-Saarburg.
Der Hafen liegt im nördlichen Bereich von Trier auf dem Gebiet der Stadtteile Ehrang und Pfalzel in Höhe der Moselinsel Hahnenwehr.
Möglich wurde der Bau des Trierer Hafens mit Vollendung der Moselkanalisierung, so konnte 1965 nach zweijähriger Bauzeit der Moselhafen eröffnet werden. Eine Erweiterung der Hafenanlage erlaubt seit 1998 auch den Umschlag von Containern. Unmittelbar am Hafengelände befindet sich ein Gewerbe- und Industriegebiet mit einer Fläche von circa 130 Hektar und etwa 40 ansässigen Betrieben.
Im Jahr 2005 überschritt der wasserseitige Güterumschlag mit rund 1,085 Millionen Tonnen (t) erstmals die Millionengrenze. Umgeschlagen werden hauptsächlich Erd- und Mineralöl sowie Erze und Metallabfälle.
2010 wurden 1,254 Mio. t umgeschlagen.
Wegen des steigenden Güterumschlages wurde 2011 der Kai erweitert.
2015 wurden 0,887 Mio. t umgeschlagen
und 2017 waren es 0,956 Mio. t.
Der Schiffsgüterumschlag 2020 betrug 0,780 Mio. t.
Seit 2015 betreibt die Am Zehnhoff-Söns Group das Multimodal Terminal Trier. Nahezu jede Art von Waren und Gütern, die in Containern transportiert werden können, sowie feste und flüssige Massengüter wie Erd- und Mineralöle, Erze, Metalle und Holz werden im Hafen Trier umgeschlagen.
Im Frühjahr 2023 wurde der 56 m hohe alte Kornspeicher vollständig abgerissen, das Areal soll neu gestaltet werden.
Es bestehen Verkehrsanbindungen an den Bahnhof Ehrang sowie an die Bundesstraße 53. Nächstgelegene Autobahnen sind die A 64a, die über die A 64 in Richtung Luxemburg führt, die A 602 (Richtung Trier) und die A 1 (über das Autobahndreieck Moseltal).